# Múzeumpedagógiai Füzetek
A Múzeumpedagógiai Füzetek a Magyar Mezőgazdasági Múzeum egyik, gyerekeknek szóló kiadványsorozata.

## Jellemzői
A Múzeumpedagógiai Füzetek 2010-ben jelentek meg speciális múzeumi kiadványként. Céljuk az volt, hogy a magyar mezőgazdaság történetét, tipikus témaköreit játékos, ismeretterjesztő formában tudják a múzeumot látogató gyerekek elsajátítani. Az egyenként mindössze 6 oldalas füzetek 12 témakört jártak körül. A kiadványok a múzeum pénztárában vásárolhatók meg.

## Részei
| Füzetszám | Cím                                                                          | Javasolt korosztály |
| --------- | ---------------------------------------------------------------------------- | ------------------- |
| 1.        | A Vajdahunyadvár és Mátyás király                                            | 7–9 éveseknek       |
| 2.        | A vadászattörténeti kiállítás jobb és alaposabb megismeréséhez, megértéséhez | 7–10 éveseknek      |
| 3.        | A Növények országából c. kiállítás alaposabb megismeréséhez                  | 9–13 éveseknek      |
| 4.        | Kaplony fia, Töhötöm naplója – Honfoglalás 896                               | 8–13 éveseknek      |
| 5.        | Véka – Az Árpád-kortól 1711-ig                                               | 12–16 éveseknek     |
| 6.        | A gazdálkodó ember környezete és tárgyai a 18. században                     | 12–15 éveseknek     |
| 7.        | Vizeink világa                                                               | 11–14 éveseknek     |
| 8.        | A gabona                                                                     | 10–14 éveseknek     |
| 9.        | Fűben, fában orvosság                                                        | 10–14 éveseknek     |
| 10.       | Nünüke avagy nézd más szemmel a világot                                      | 10–14 éveseknek     |
| 11.       | A száztornyú városligeti Vajdahunyadvár                                      | 12–16 éveseknek     |
| 12.       | Pásztorélet hajdanán                                                         | 10–14 éveseknek     |